# 1273 en santé et médecine
| Années de la santé et de la médecine : 1270 - 1271 - 1272 - 1273 - 1274 - 1275 - 1276    |
| Décennies de la santé et de la médecine : 1240 - 1250 - 1260 - 1270 - 1280 - 1290 - 1300 |

Cet article présente les faits marquants de l'année 1273 en santé et médecine.

## Événements

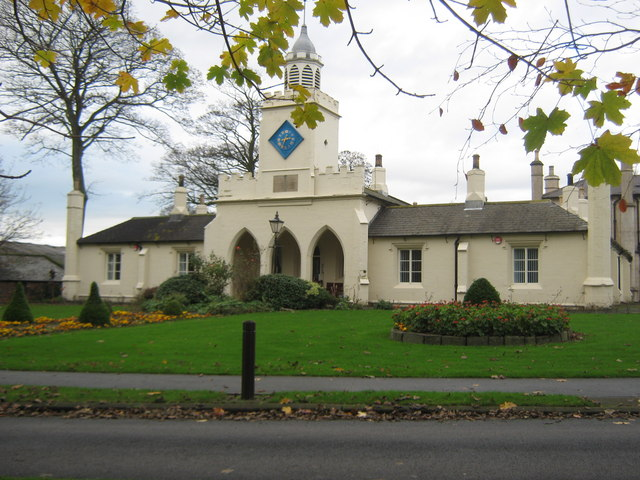
The Hospital of God
Greatham (Hampshire)

- Construction du nouvel hôtel-Dieu de Laon[1].
- La table des pauvres de Dunkerque est mentionnée pour la première fois, dans le testament de Marguerite de Constantinople, comtesse de Flandre[2].
- La présence d'un hospice de passants est attestée à Villeneuve, au Châtel-Argent, dans le val d'Aoste, dans une charte où Philippe, comte de Savoie, octroie au bourg ses patentes[3].
- L'ancien hôpital est attesté à Châtillon, dans la Dombes, sur une charte de franchises accordée par Amédée, futur comte de Savoie[4].
- Un hôpital est signalé à Saint-Agrève, en Vivarais[5].
- L'hôpital Sancti Salvatoris de Summiportus in valle Caroli est mentionné à Valcarlos, au col du Somport, en Navarre[6].
- Le comte de Richemont, qui deviendra duc de Bretagne sous le nom de Jean II, fonde pour deux Carmes, à Ploërmel, un prieuré qui deviendra « l'hôpital d'en-bas[7],[8] ».

- Fondation du Hospital of God (en) à Greatham, dans le Hampshire en Angleterre[9].

## Personnalités
- Fl. Aufredus de Novo Castro, clerc et médecin de Robert II, comte d'Artois[10].
- 1253-1273 : fl. Thomas de Weseham, médecin de Henri III, roi d'Angleterre[11].